# کامنیچکا سکاکاویتسا
کامنیچکا سکاکاویتسا (به بلغاری: Kamenichka Skakavitsa) یک منطقهٔ مسکونی در بلغارستان است که در شهرستان کیوستندیل واقع شده‌است.